# Bershka
Bershka is een Spaanse kledingketen die gespecialiseerd is in fast-fashion uit A Coruña. Het maakt deel uit van 's werelds grootste modeconcern qua omzet, de Spaanse beursgenoteerde modegigant Inditex. Het wordt gezien als een ZARA-light. 

## Activiteiten
De modeketen is opgericht in april 1998 en richt zich met vrouwenmode, mannenmode, sportkleding en modeaccessoires voornamelijk op de jonge doelgroep. Inmiddels is de keten over de hele wereld verspreid en heeft het 975 vestigingen in meer dan 65 landen en is het na Zara de grootste keten van Inditex.
Het eerste filiaal van Bershka in Nederland was in Amsterdam, tegenwoordig zijn er 14 vestigingen in Nederland. Bershka is ook in België met 11 winkels gevestigd.